# La petite chambre
La petite chambre é um filme de drama suíço de 2010 dirigido e escrito por Stéphanie Chuat e Véronique Reymond. Foi selecionado como representante da Suíça à edição do Oscar 2011, organizada pela Academia de Artes e Ciências Cinematográficas.

## Elenco
- Florence Loiret Caille - Rose
- Michel Bouquet - Edmond
- Eric Caravaca - Marc
- Joël Delsaut - Jacques
- Valerie Bodson - Bettina
- Véronique Fauconnet - Lorna
- Marc Olinger - Bernard
- Claudine Pelletier - Edith